# Chemisch-technischer Assistent
Chemisch-technischer Assistent (CTA) ist ein Ausbildungsberuf in Deutschland.
Chemisch-technische Assistenten kommen hauptsächlich in der Forschung, Entwicklung, Lebensmittelanalytik und Umweltanalytik zum Einsatz.

## Ausbildung
Die Ausbildung zum chemisch-technischen Assistenten findet an öffentlichen und privaten Schulen statt. Sie dauert im Regelfall zwei Jahre und findet in Vollzeit statt. Sie umschließt theoretischen (Chemieunterricht) und praktischen Unterricht (im Labor), beides in ungefähr gleichem zeitlichen Umfang, der vollständig an der jeweiligen Schule stattfindet.
An einigen Schulen kann man sich nach dem ersten Schuljahr für die Fachrichtung Umweltschutz-technischer Assistent (UTA) entscheiden. In diesem Fall werden die praktischen Fächer Organische Chemie und Präparative Chemie sowie die theoretischen Fächer Allgemeine Chemie und Organische Chemie durch die praktischen Fächer Verfahrenstechnik und Umweltanalytik sowie durch die theoretischen Fächer Biologie, Ökologie, Umweltrecht und Verfahrenstechnik ersetzt.

### Theoretische Fächer
Theoretische Fächer mit exemplarischer Angabe der Wochenstunden (1. Jahr / 2. Jahr)

#### Allgemeintheoretischer Bereich
- Deutsch
- Englisch  (1/1)
- Wirtschafts- und Sozialkunde  (1/1)

#### Fachtheoretischer Bereich (Chemieunterricht)
- Allgemeine und anorganische Chemie  (2/2)
- Analytische Chemie  (3/3)
- Informatik  (2/1)
- Mathematik I / Stöchiometrie  (4/2)
- Organische Chemie  (3/3)
- Physik  (2/1)
- Physikalische Chemie  (2/2)
- Spektroskopie

### Praktische Fächer (Laborunterricht)
Praktische Fächer mit Angabe der Wochenstunden (1. Jahr / 2. Jahr)
- Physikalisches und physikalisch-chemisches Praktikum (auch: Physikalische Mess- und Prüftechnik, PMP)  (2/5)
- Qualitative und quantitative Analyse (auch als: anorganisch-analytische Chemie, AAC und Instrumentelle Analytik, IA)  (10/–)
- Präparatives Praktikum (auch als: Organisch-präparative Chemie)  (–/6)
- Technische Untersuchungen (auch als PMP, s. o.)  (–/5)
- Mikrobiologisches Praktikum

Die genaue Stundenverteilung kann von Bundesland zu Bundesland leicht variieren.

## Voraussetzungen
Voraussetzung für die Ausbildung zum chemisch-technischen Assistenten ist die Mittlere Reife (Realschulabschluss) oder ein vergleichbarer anderer Bildungsabschluss.

## Fortbildungen zum Chemotechniker
Die Fortbildung zum Chemotechniker bzw. Chemietechniker ist in zwei Jahren nach entsprechender Berufspraxis möglich.